# Astragalus deickianus
Astragalus deickianus är en ärtväxtart som beskrevs av Joseph Friedrich Nicolaus Bornmüller. Astragalus deickianus ingår i släktet vedlar, och familjen ärtväxter. Inga underarter finns listade i Catalogue of Life.